# HTL Pinkafeld

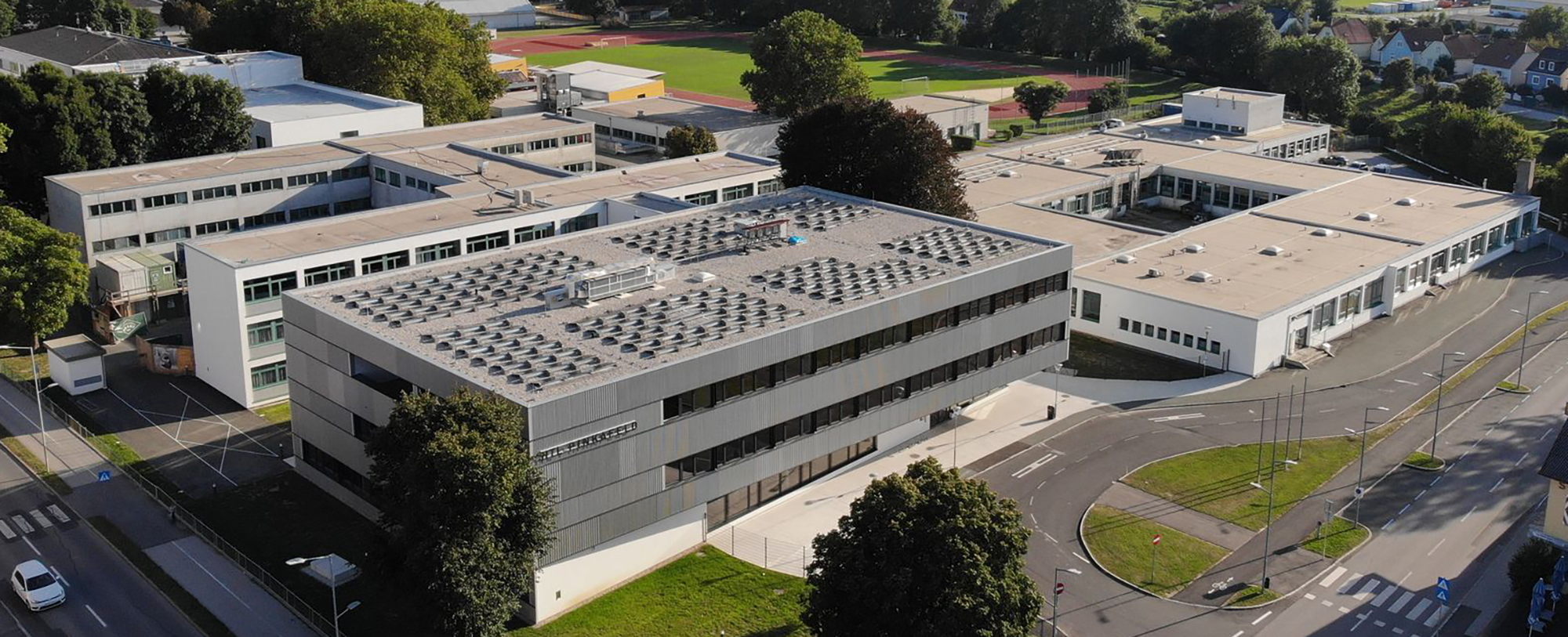
Luftbild der HTL Pinkafeld mit dem neuen Eingangsgebäude (2023)

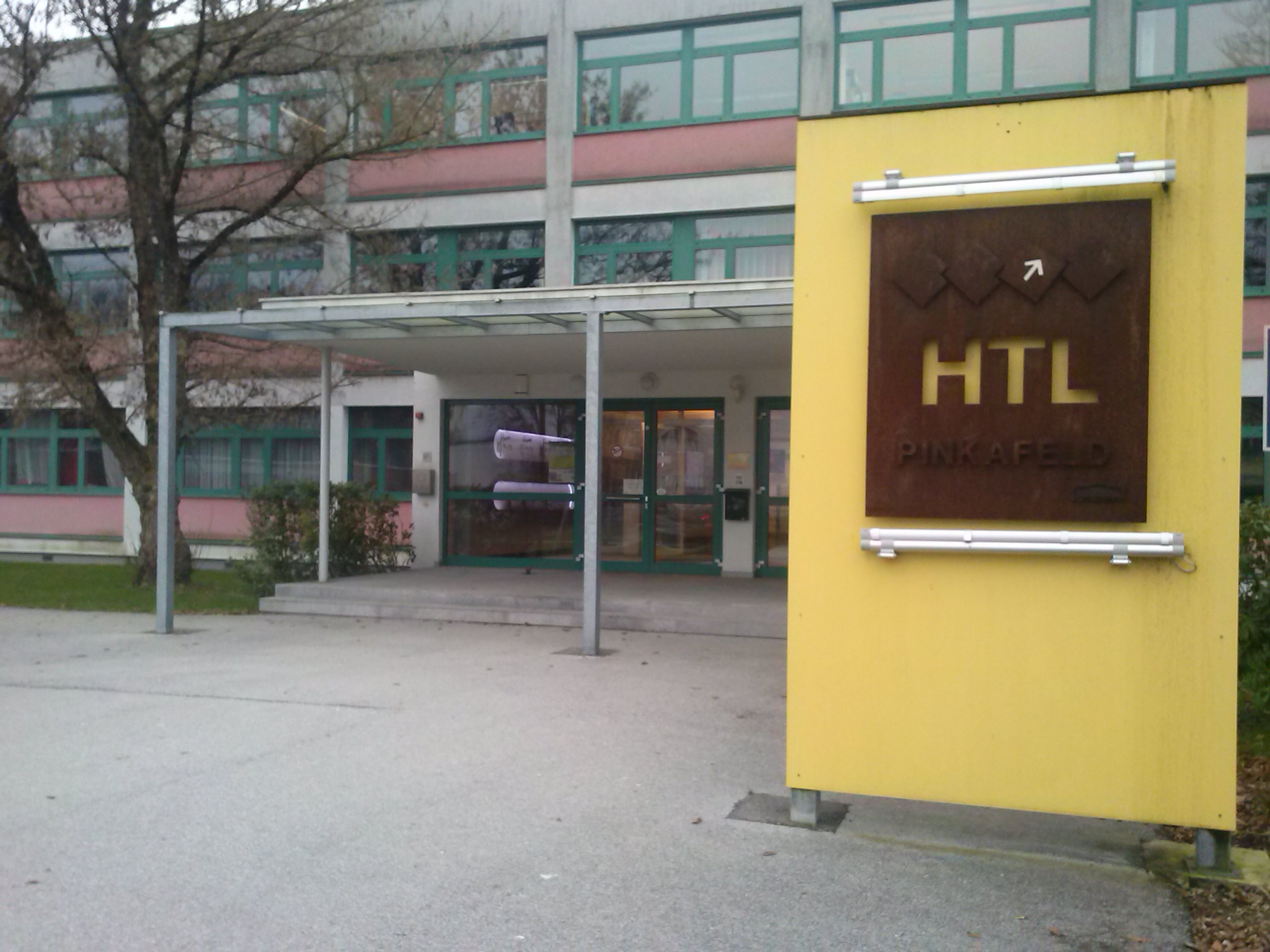
Eingangsbereich der HTL Pinkafeld bis 2021

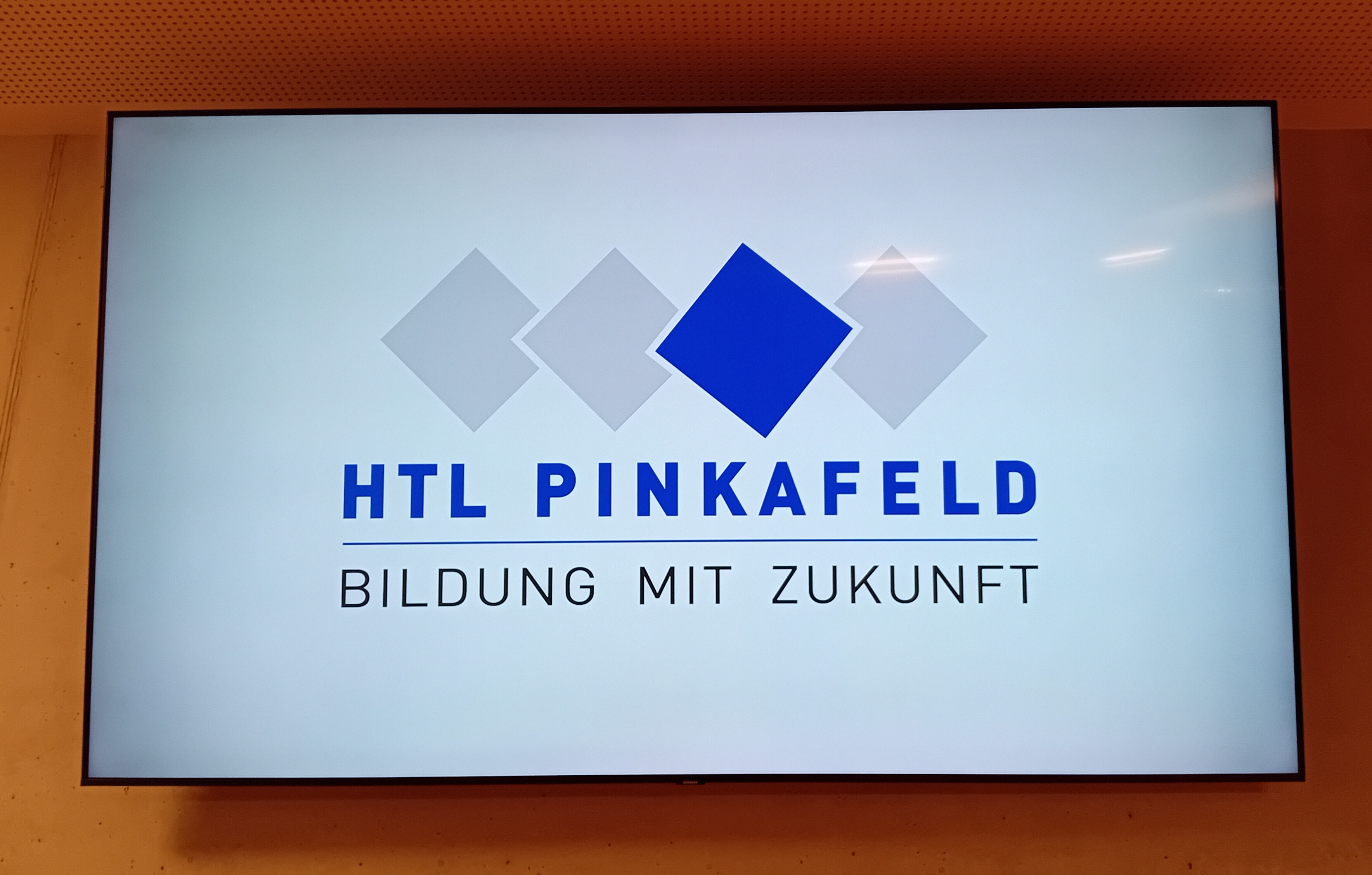
Leuchttafel im Eingangsgebäude der Schule

Die HTL Pinkafeld (Höhere technische Bundeslehr- und Versuchsanstalt) ist eine österreichische Berufsbildende Höhere Schule mit Sitz im burgenländischen Pinkafeld. Sie beinhaltet fünf Studien-Abteilungen der Ingenieurs-Fachrichtungen Bautechnik, Elektronik, Gebäudetechnik,  Informatik und Informationstechnologie.
In unmittelbarer Nähe zur Schule befindet sich ein Internat, das von einer Tochtergesellschaft der Landesholding Burgenland betrieben wird.

## Geschichte
Mit der Landnahme des Burgenlandes von Ungarn zu Österreich 1921 verlor das Burgenland mit Sopron/Ödenburg, das bei Ungarn verblieb, den Hauptstandort der höheren Bildung. Bis in die späten 1950er Jahre gab es für die Bevölkerung des östlichen Teils von Österreich nur die Allgemeinbildenden Höheren Schulen in Eisenstadt, Mattersburg und Oberschützen, aber keine Berufsbildenden Höheren Schulen.
Am 13. Juli 1958 bildete sich ein Komitee, das die Errichtung einer Höheren technischen Lehranstalt (HTL) mit Sitz in Pinkafeld vorantreiben sollte. 1964 genehmigte der Bund schließlich den Bau einer HTL, wobei zuerst eine Maschinenbauabteilung und anschließend eine Elektronikabteilung eingerichtet werden sollte. Am 3. September 1967 begann der Schulbetrieb mit 147 Schülern.
Ab dem Schuljahr 1975/76 wurde auch eine Abteilung für Bautechnik ins Leben gerufen. Währenddessen war der damalige Direktor Oskar Dlabik mit der Fertigstellung des Gebäudes, der Erarbeitung der Lehrpläne und der Gründung eines Internats beschäftigt.
Von 147 Schülern im Jahr 1967 stieg die Schülerzahl kontinuierlich an, bis sie im Schuljahr 1981/82 mit 1067 Schülern den vorübergehenden Höchststand erreichte.
Durch den IT-Boom in den frühen 1990er Jahren fasste man den Entschluss, eine EDV-Abteilung zu gründen, die im Schuljahr 1991/92 ihren Dienst aufnahm.
Im Jahr 2006 wurde die HTL um die Versuchsanstalten für Gebäudetechnik, Automatisation, Umwelt- und Sicherheitstechnik erweitert, sodass aus der HTL eine HTBLVA wurde.
Ab dem Schuljahr 2009/10 wurde eine Abendschule, zuerst in der Abteilung für Informatik, danach für Gebäudetechnik, eingerichtet. Ilse Fiala-Thier ging Ende 2015 in den Ruhestand. Anfang 2016 wurde der ehemalige Abteilungsvorstand der Informatik-Abteilung, Wilfried Lercher, mit der Führung der Schule betraut.
Am 23. Juni 2017 feierte die Schule ihr 50-jähriges Bestandsjubiläum. Im Eingangsbereich wurde dazu ein „Walk of Education“ aufgebaut, während der eigentliche Festakt unter Beisein von Landeshauptmann Hans Niessl im Turnsaal des angeschlossenen Internates stattfand. Zu diesem Anlass erschien auch eine Sonderbriefmarke, welche Direktor Wilfried Lercher im Zuge der Feierlichkeiten übergeben wurde.

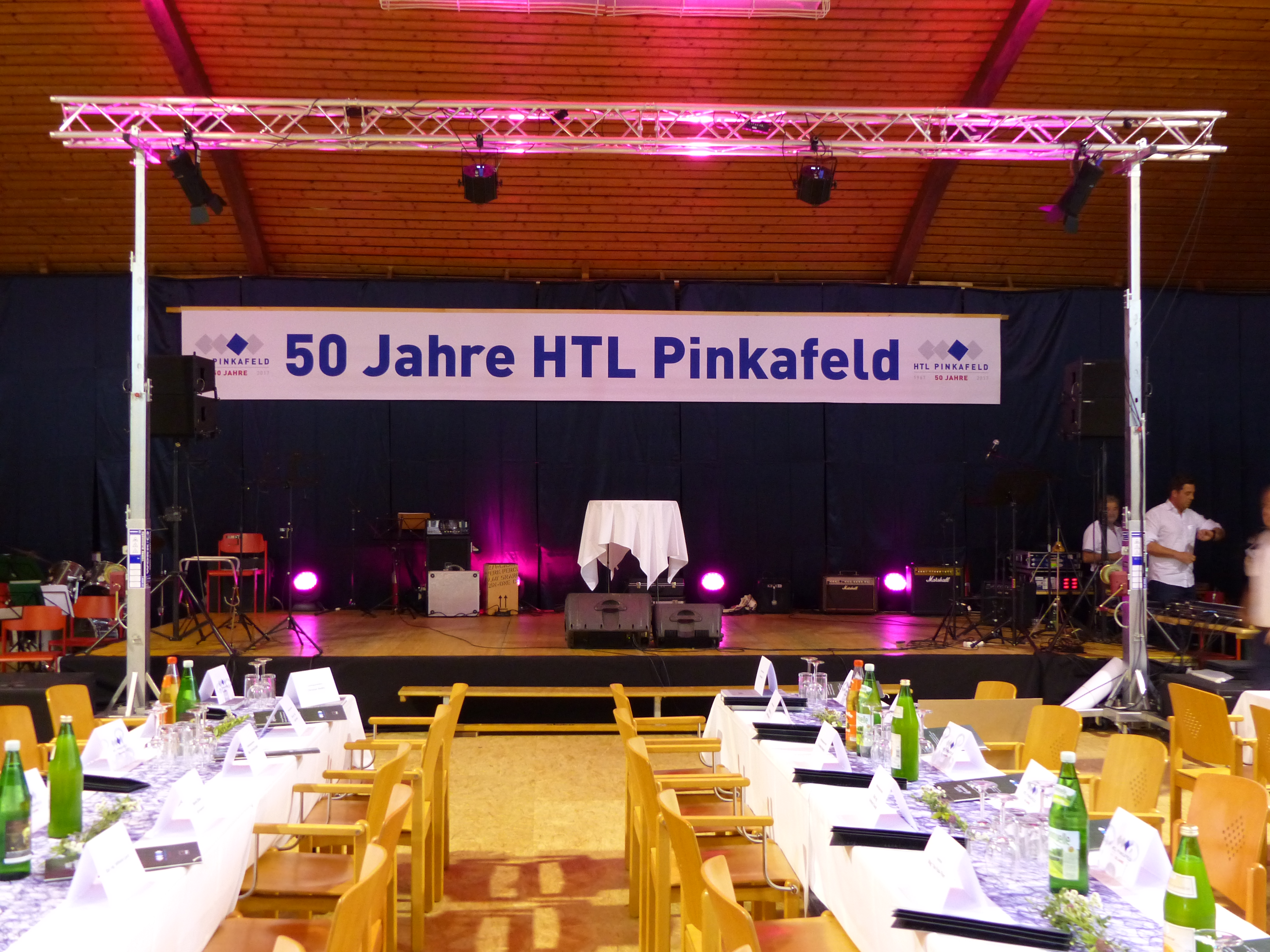
Festhalle anlässlich 50 Jahre HTL Pinkafeld (2017)
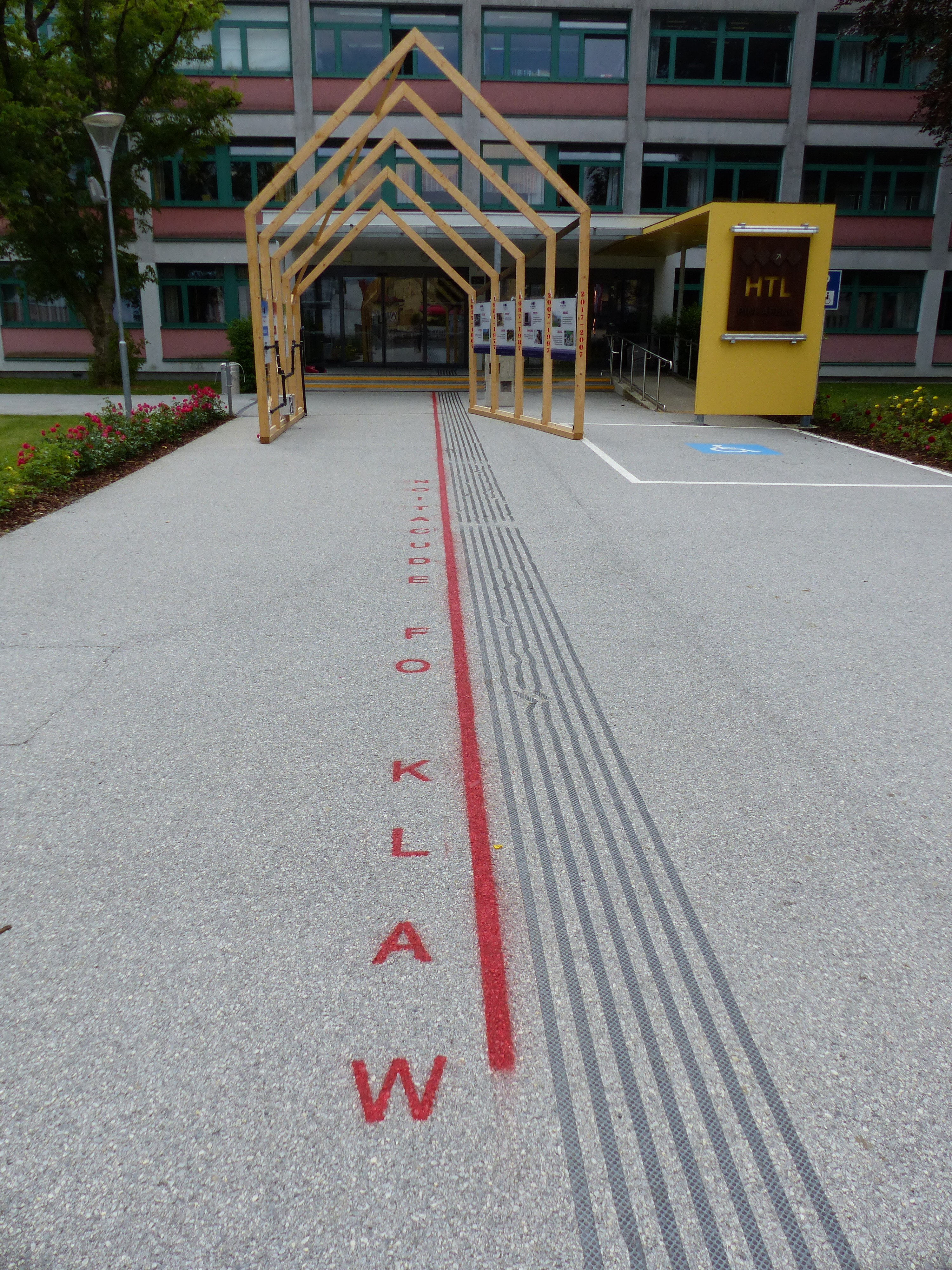
„Walk of Education“ im Eingangsbereich (2017)
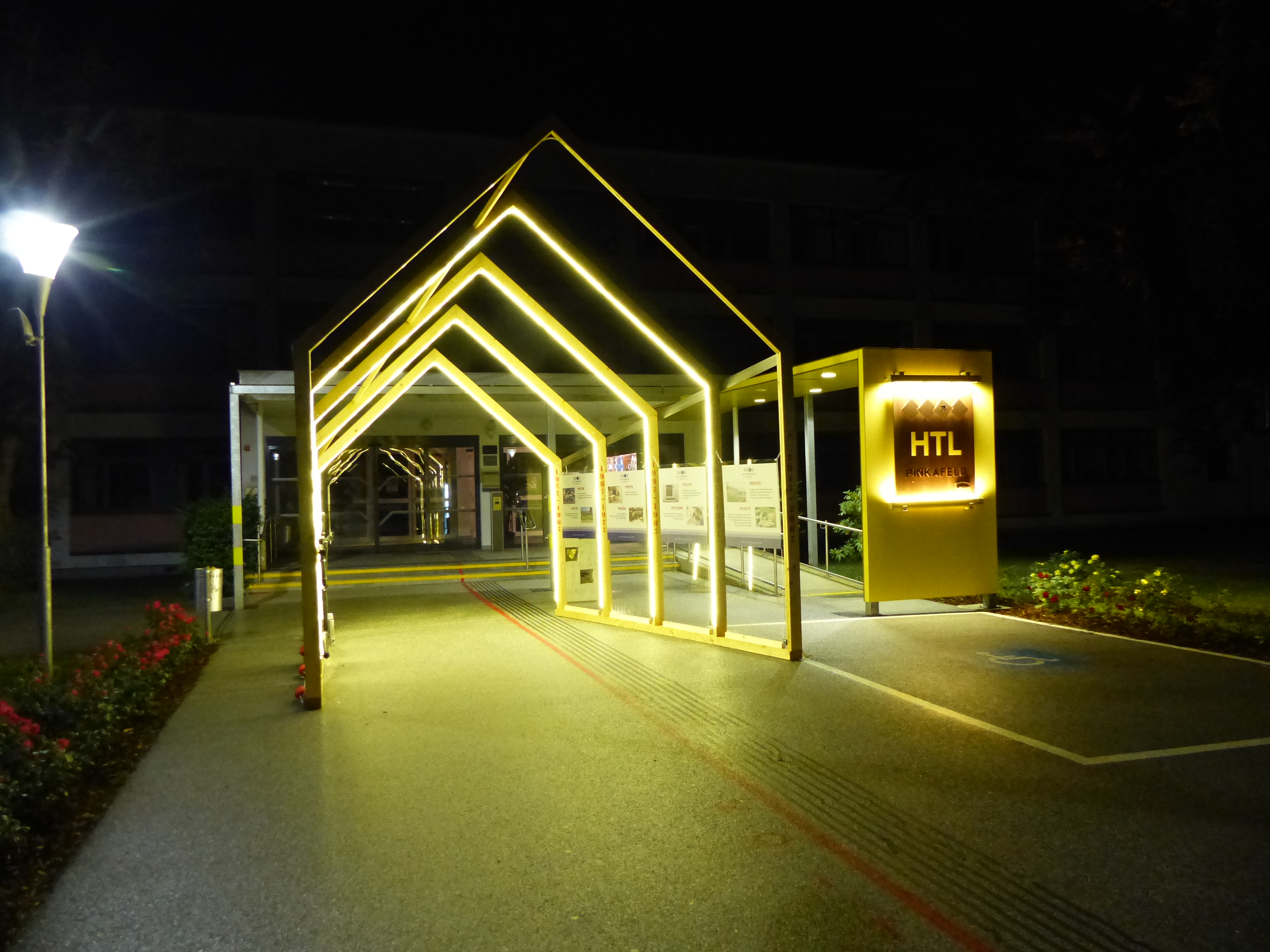
Eingangsbereich der HTL Pinkafeld am Abend (2017)

Seit dem Schuljahr 2017/18 wird in der Abteilung Gebäudetechnik die Zusatzausbildung Brand- und Zivilschutz angeboten. Dabei werden den Schülern in Kooperation mit der Stadtfeuerwehr Pinkafeld, dem Burgenländischen Landesfeuerwehrverband, dem Roten Kreuz und dem Zivilschutzverband Ausbildungen im Feuerwehr- und Rettungswesen geboten. Davon profitieren auch die Feuerwehren ihrer Heimatorte.
Im Schuljahr 2021/2022 wurde als fünfte Studien-Abteilung die Abteilung für Informationstechnologie gegründet, die im Gegensatz zur Abteilung für Informatik, welche Softwaretechniker ausbildet, ihren Schwerpunkt auf den Bereich der Netzwerktechnik legt. 
2023 wurde das sogenannte Eingangsgebäude, das hauptsächlich Klassenräume der Abteilungen für Informatik und Informationstechnologie beherbergt, offiziell seiner Bestimmung übergeben.
Bis zum Jahre 2024 gab es räumlich eine Verflechtung zwischen der HTL Pinkafeld und dem Internat, das bis Anfang der 2020er-Jahre vom Verein zu Förderung der Schulen betrieben worden war und dann in die Obhut der Landesholding Burgenland überging. Im Zuge der Sanierungsarbeiten am sogenannten Verbindungstrakt wurde auch eine bauliche Trennung zwischen beiden Gebäudekomplexen vorgenommen, sodass nun das Schulgebäude nicht mehr über das Internat betreten werden kann.

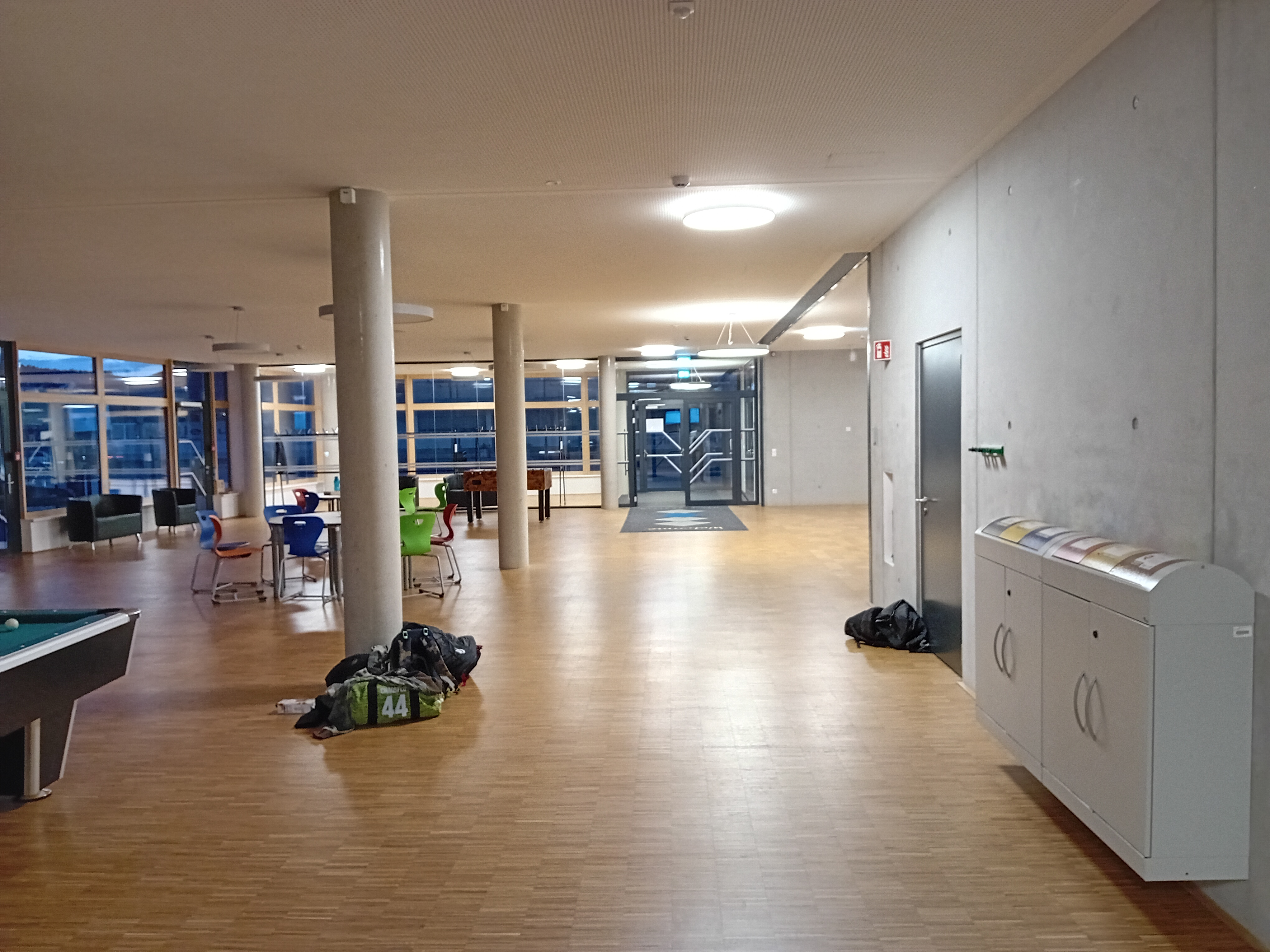
Wartebereich im Eingangsgebäude
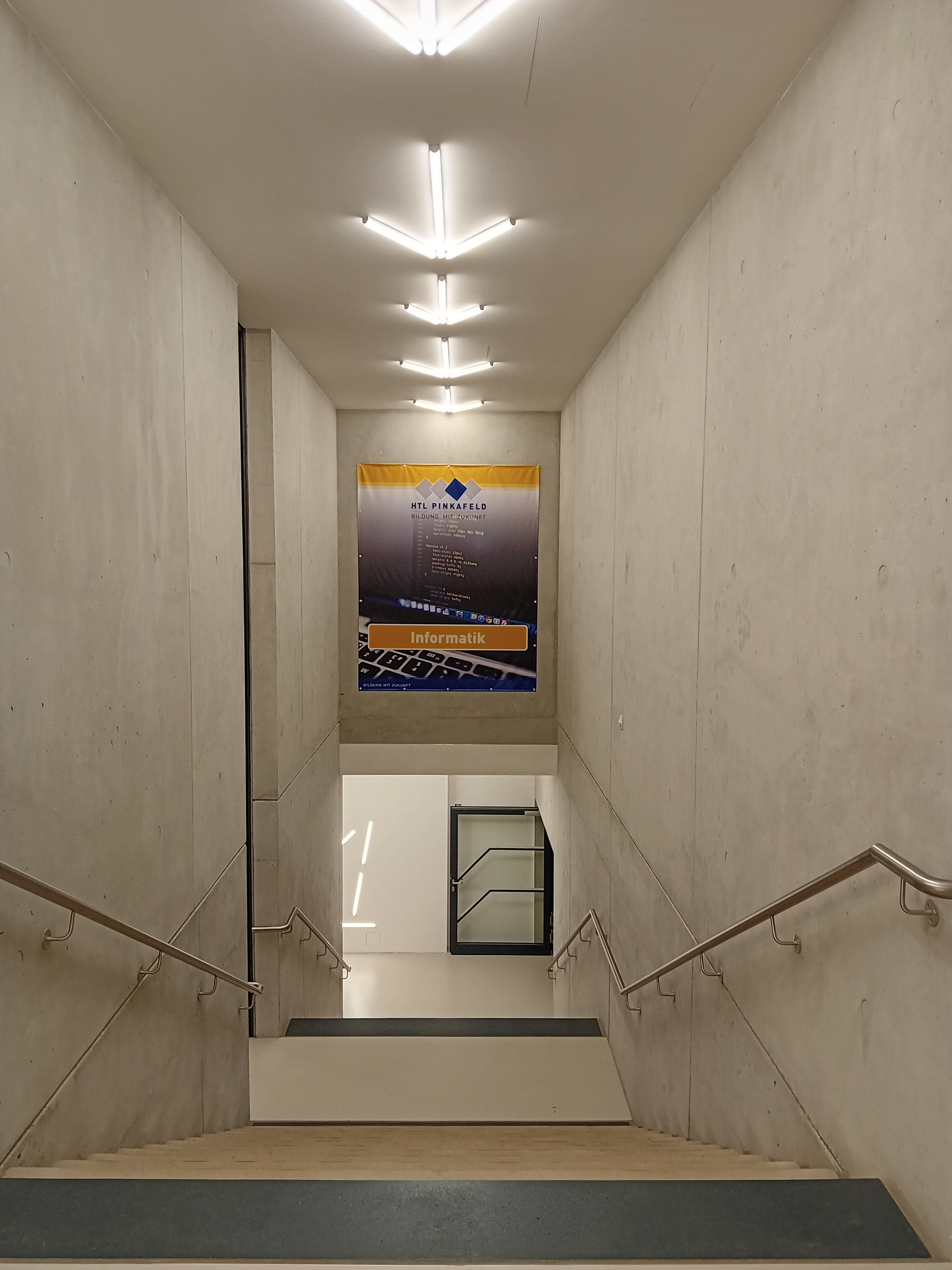
Stiegenhaus im Eingangsgebäude
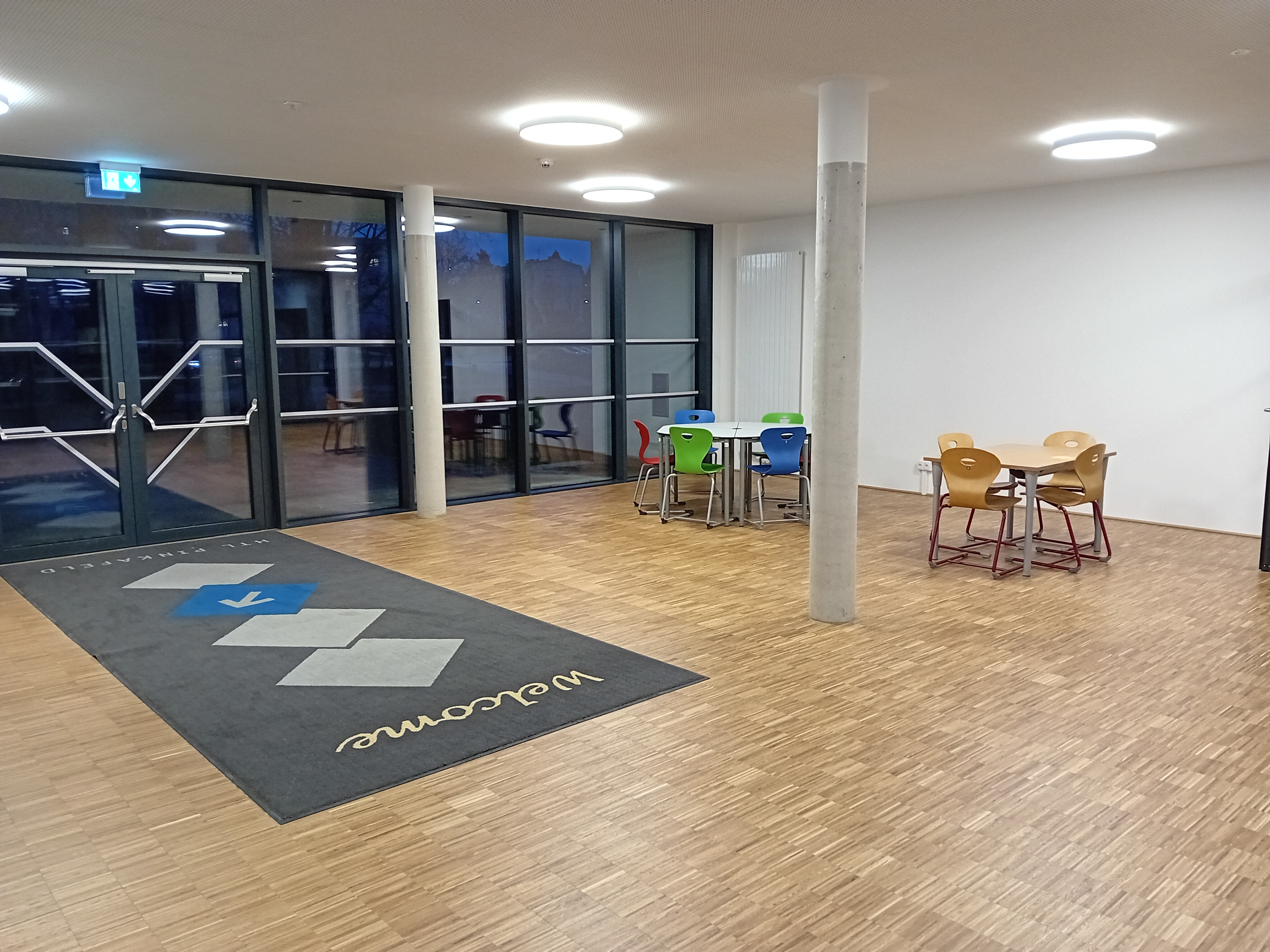
Nördliches Stiegenhaus im Verbindungstrakt
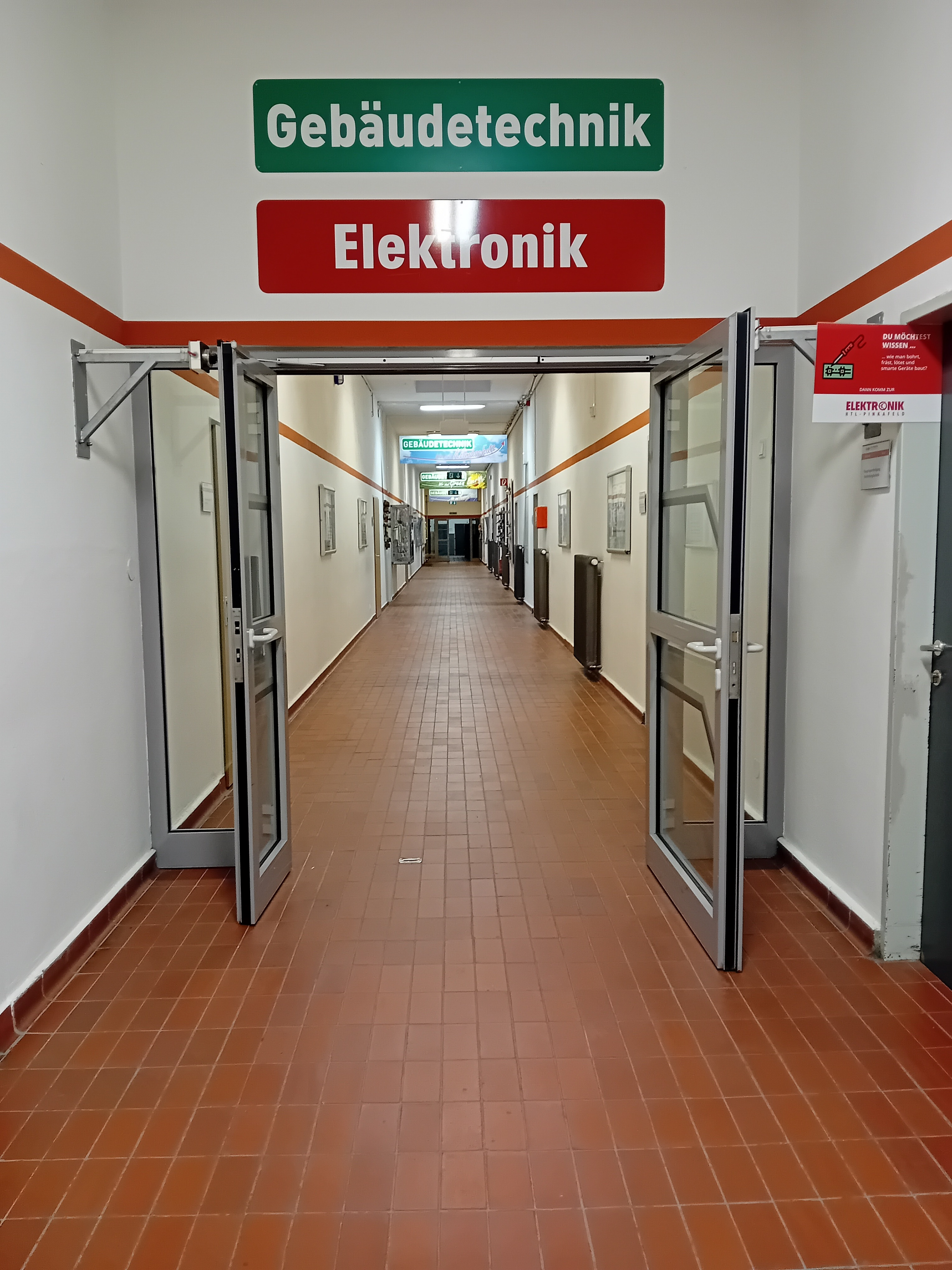
Gang im Werkstättentrakt
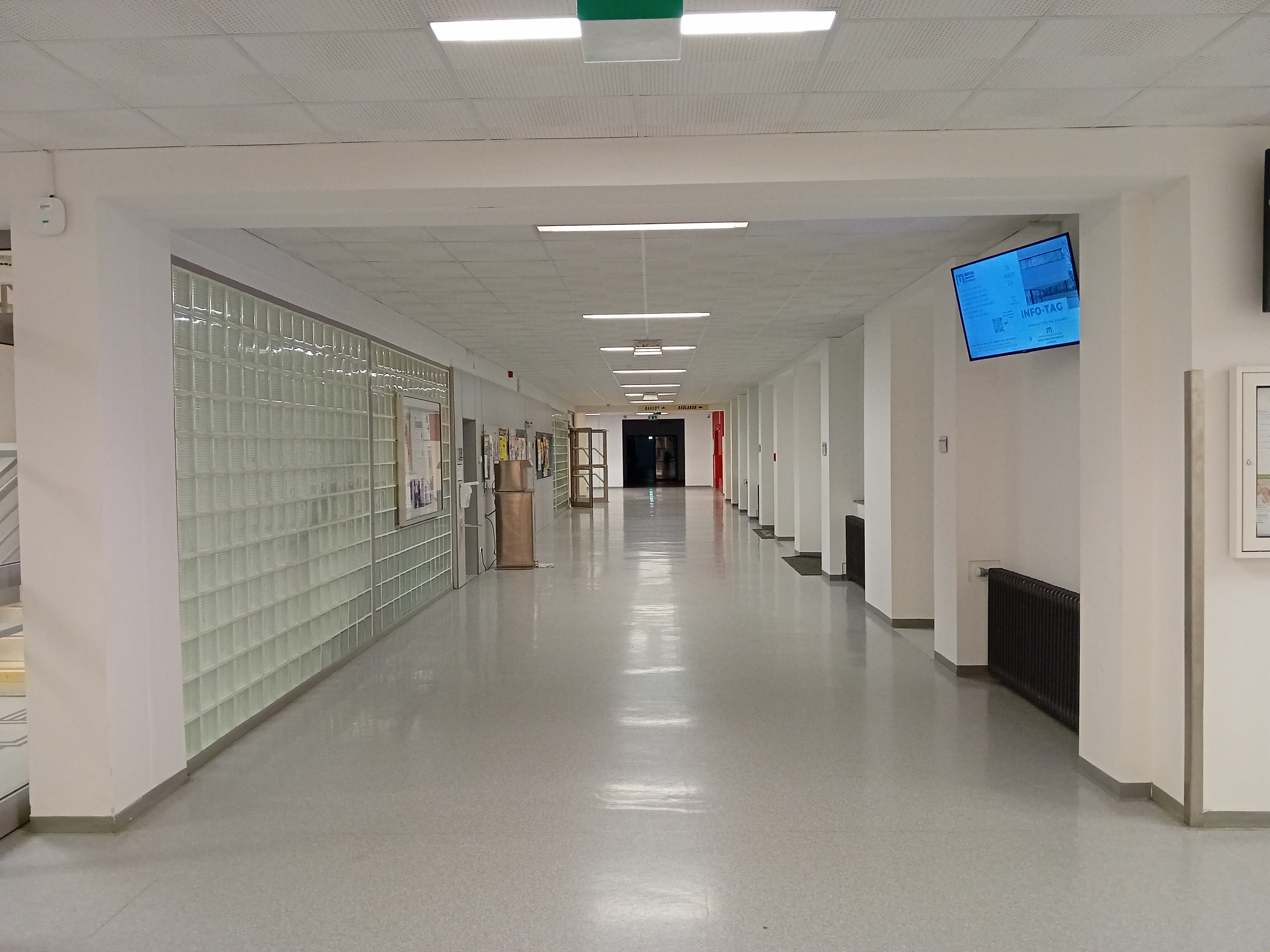
Gang im Hauptgebäude

## Schulformen

### Abteilung für Bautechnik
- Höhere Lehranstalt für Bautechnik mit den Ausbildungsrichtungen Hochbau, Holzbau und Tiefbau, 5-jährig mit Matura
- Fachschule für Bautechnik, Ausbildungszweig Hochbau, 4-jährig ohne Matura
- Tageskolleg für Bautechnik, 2-jährig mit Matura

Die Bauabteilung wurde im Jahr 1975 gegründet, da es damals zu einer starken Nachfrage von ausgebildeten Bautechnikern kam. 1978 wurde zusätzlich eine vierjährige Fachschule eingerichtet. 1995 wurde die Ausbildungsschiene Hochbau eingefügt.

### Abteilung für Informatik

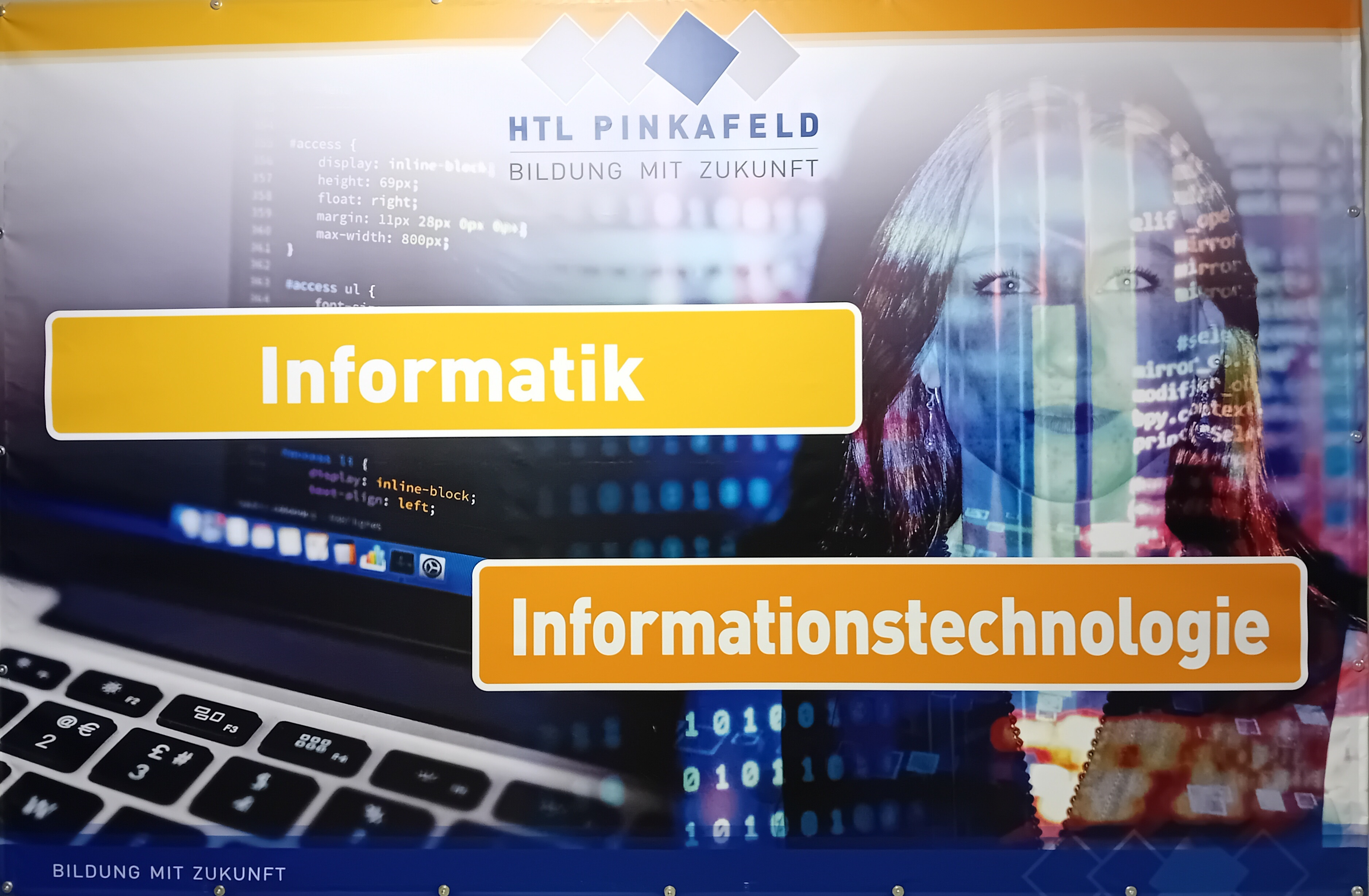
Werbeplakat für die Abteilungen Informatik und Informationstechnologie

- Höhere Lehranstalt für Informatik, 5-jährig mit Matura
- Höhere Lehranstalt für Berufstätige für Informatik, 3-/4-jährig mit Matura (Vorbereitungslehrgang, Aufbaulehrgang und Kolleg)

Die HLA für Informatik (bis 2010 EDVO) wurde im Jahr 1991/92 gegründet. Außerdem gibt es bilinguale Klassen, die fast alle Fächer auf Deutsch und Englisch unterrichtet bekommen. Seit dem Schuljahr 2009/10 gibt es außerdem ein Informatik-Kolleg für Berufstätige.

### Abteilung für Informationstechnologie
- Höhere Lehranstalt für Informationstechnologie, 5-jährig mit Matura

Die Abteilung existiert seit dem Schuljahr 2021/22 und ist organisatorisch der Abteilung für Informatik unterstellt.

### Abteilung für Elektronik und Technische Informatik

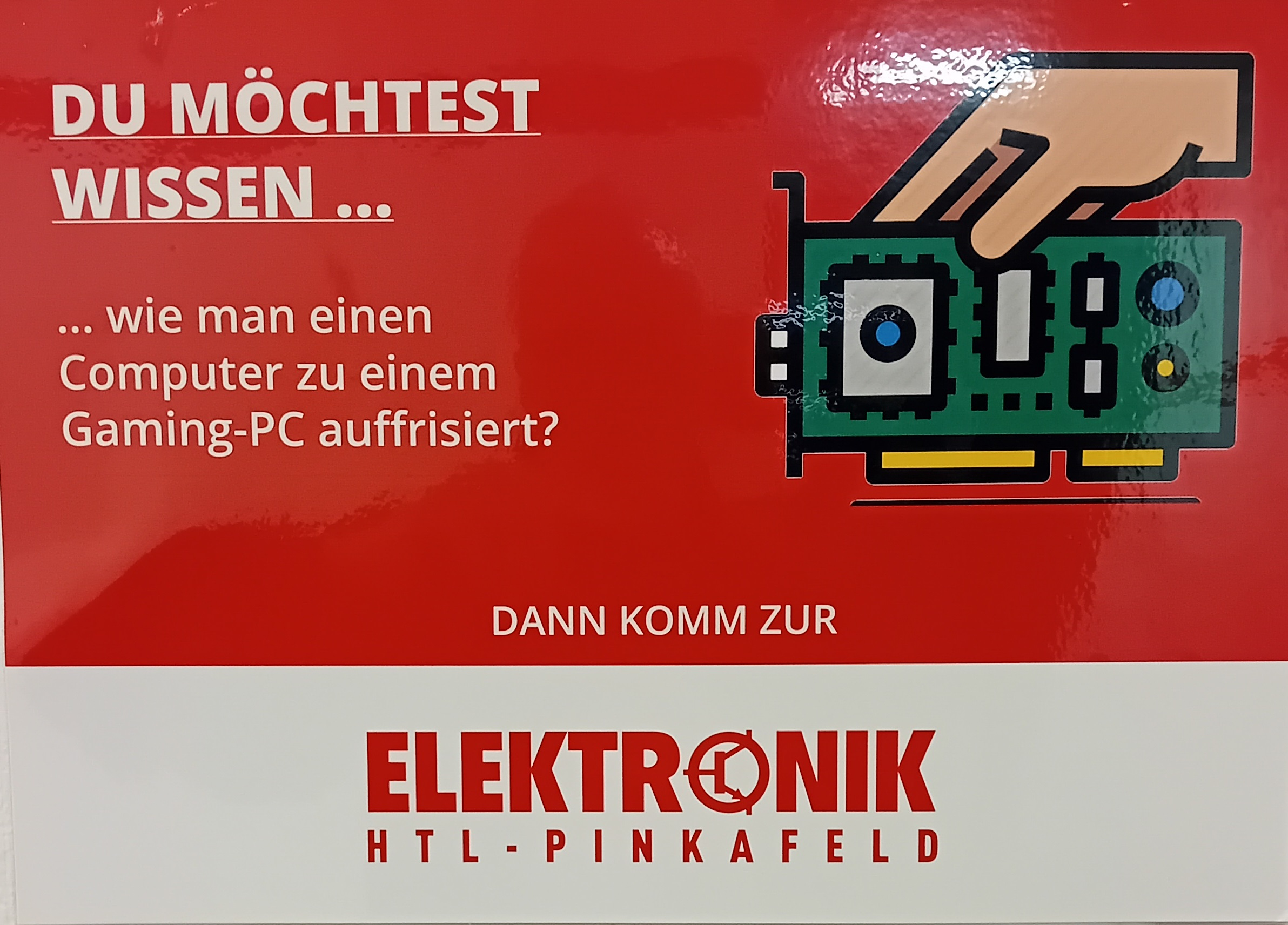
Werbeplakat für die Abteilung Elektronik im Werkstättentrakt der Schule

- Abteilung für Elektronik und Technische Informatik, 5-jährig mit Matura
  - Höhere Lehranstalt für Elektronik, I. bis III. Jahrgang
  - Höhere Lehranstalt für Elektronik, Ausbildungsschwerpunkt (ab der dritten Klasse) Leit- und Automatisierungstechnik oder Autonome Robotik

Nach dem Zweiten Weltkrieg galt das Hauptaugenmerk der Sicherung der Energieversorgung, besonders dem Bau von Kraftwerken und der Elektrifizierung. Daher wurde eine HLA für Elektrotechnik als zweite Abteilung gegründet. Da der Computer immer eine immer wichtiger werdende Rolle spielte, entschloss man sich, von der Elektrotechnik zur Elektronik mit den Schwerpunkten Computer- und Leittechnik zu wechseln. Seit 1997/98 wird an der HLA Elektronik auch bilingual unterrichtet.
Der Abteilung ist außerdem ein Tageskolleg für Mechatronik organisatorisch unterstellt.

### Abteilung für Gebäudetechnik
- Abteilung für Gebäudetechnik, 5-jährig mit Matura
- Fachschule für Maschinenbau – Anlagentechnik, 4-jährig ohne Matura
- Höhere Lehranstalt für Berufstätige für Gebäudetechnik, 3-/4-jährig mit Matura (Vorbereitungslehrgang, Aufbaulehrgang und Kolleg)

Diese Abteilung wurde vor allem dadurch bekannt, dass sie lange Zeit die einzige Maschinenbauabteilung mit dem Schwerpunkt Installations- und Heizungstechnik in Österreich war und dementsprechend das gesamte Bundesgebiet als Einzugsbereich hatte.
Eine Besonderheit der Abteilung ist, dass sie Ausbildungsmodelle sowohl für Vereinsfußballer als auch für Interessierte des Feuerwehrwesens anbietet.

## Leitung
- 1967–1982 Oskar Dlabik
- 1983–2002 Norbert Ringhofer
- 2003–2015 Ilse Fiala-Thier
- seit 2016 Wilfried Lercher